# 香科科
香科科（学名：Teucrium simplex）为唇形科香科科属下的一个种。其种加词“simplex ”意为“简单、单一的”。